# Efeito Callendar
O efeito Callendar é  o efeito causado pelo dióxido de carbono produzido por combustão sobre o clima global. É portanto um caso especial do efeito estufa. A dimensão do efeito Callendar no aquecimento global é atualmente tópico de pesquisas.
O efeito Callendar é assim denominado em homenagem a Guy Stewart Callendar (1898-1964), que propôs o efeito em 1939, baseado em trabalhos anteriores de John Tyndall e Svante Arrhenius.